# 仮面ライダー×スーパー戦隊 スーパーヒーロー大戦
- 仮面ライダーシリーズ
  - 仮面ライダーディケイド > 仮面ライダー×スーパー戦隊 スーパーヒーロー大戦
  - 仮面ライダーフォーゼ > 仮面ライダー×スーパー戦隊 スーパーヒーロー大戦
  - 仮面ライダーオーズ/OOO > 仮面ライダー×スーパー戦隊 スーパーヒーロー大戦
  - 仮面ライダー電王 > 仮面ライダー×スーパー戦隊 スーパーヒーロー大戦
- スーパー戦隊シリーズ
  - 海賊戦隊ゴーカイジャー > 仮面ライダー×スーパー戦隊 スーパーヒーロー大戦
  - 特命戦隊ゴーバスターズ > 仮面ライダー×スーパー戦隊 スーパーヒーロー大戦
- スーパーヒーロー大戦シリーズ > 仮面ライダー×スーパー戦隊 スーパーヒーロー大戦

『仮面ライダー×スーパー戦隊 スーパーヒーロー大戦』（かめんライダースーパーせんたい スーパーヒーローたいせん）は、2012年4月21日より東映系で公開された、特撮テレビドラマ「仮面ライダーシリーズ」と「スーパー戦隊シリーズ」の劇場版作品。
キャッチコピーは「全ライダーVS全戦隊 ついに大激突!」「ヒーロー新世紀―史上最大のヒーローバトル!」。

## 概要
仮面ライダーシリーズ・スーパー戦隊シリーズのクロスオーバー作品「スーパーヒーロー大戦シリーズ」の第1弾。
本作品最大の特徴として、昭和から平成までの仮面ライダーたち（50人）とスーパー戦隊戦士たち（173人）、そして双方の代表的な敵怪人（97人）と戦闘員（165人）が一堂に会して戦うという文字通りの“大戦”を実現したところにある。その総勢は全485人に及び、これに伴い参加したスーツアクターの人数も2011年に公開された『ゴーカイジャー ゴセイジャー スーパー戦隊199ヒーロー大決戦』の2倍以上となり、ギネスブック申請も視野に入れていたが、結局ギネス申請はされなかった。
本作品はシリーズ記念作品とクロスオーバー作品であり、過去の戦士に二段変身するという共通点を持つ、平成仮面ライダー10周年記念作品の『仮面ライダーディケイド』とスーパー戦隊35作記念作品の『海賊戦隊ゴーカイジャー』を中心に、上映当時の現行作品である『仮面ライダーフォーゼ』と『特命戦隊ゴーバスターズ』、『ゴーカイジャー』と同時期の作品で、『フォーゼ』と数度共演していた『仮面ライダーオーズ/OOO』や、春の映画に定期的に登場する『仮面ライダー電王』の登場人物が活躍し、仮面ライダーとスーパー戦隊両作品ならではのクロスオーバー要素が展開される。
敵側では、『仮面ライダーディケイド』に登場した大ショッカーに加え、歴代スーパー戦隊の敵が結託した大ザンギャックが登場。『仮面ライダーV3』のドクトルG、『超電子バイオマン』のシルバを中心に、両シリーズで登場した怪人たちも多数再登場している。『電子戦隊デンジマン』と『太陽戦隊サンバルカン』の敵役だったヘドリアン女王を「ヤング・ヘドリアン女王」として名のある女優を敵役にする案もあったが、大勢のヒーローが集まって女性キャラを倒すのは見え方が良くないということから没となった。

## あらすじ
地球の平和、そして人々の自由と笑顔を守るために日夜戦い続けるスーパーヒーロー、それが仮面ライダーとスーパー戦隊。
西暦2012年4月、彼らに突如として大事件が襲い掛かる。キャプテン・マーベラス / ゴーカイレッドが、歴代戦隊の悪が結集した大ザンギャックの大帝王を名乗り、何故か1号を始めとした全ての仮面ライダーたちに攻撃を仕掛け始めたのだ。これに対し、門矢士 / 仮面ライダーディケイドはライダー達をこれ以上倒されない様、なんと歴代ライダーの悪を束ねた大ショッカーの大首領として再び君臨。ゴレンジャーを始めとした全てのスーパー戦隊たちを倒し始める。そして事情を知った歴代ライダー・戦隊達も次々とこの戦いに参戦していく。
如月弦太朗 / 仮面ライダーフォーゼはその頃、月面で仮面ライダー部の仲間たちとともに遊んでいた。その時、地球へと向かう無数の流星群の様なものを目撃する。それはゾディアーツではは無く、ギガントホースを旗艦とする大ザンギャックの艦隊だった。天ノ川学園高校の校舎を破壊し、生徒たちを無差別に襲い始めた大ザンギャックを止めるために弦太朗はマーベラスと相対し、その強さに圧倒される。さらに、加勢に現れた朔田流星 / 仮面ライダーメテオがライダーハンター・シルバの銃撃を受けて倒れ、マーベラスに斬られて消滅する。そして、フォーゼもギガントホースの攻撃を受け、撤退する。駆けつけたマーベラス以外の海賊戦隊ゴーカイジャーの面々は、以前自分達が倒したはずのワルズ・ギルとアクドス・ギルが復活した事や、変わり果てたマーベラスの振る舞いを目の当たりにして驚愕する。彼らは「仮面ライダーも悪と戦うヒーローだ」と説得を試みるが、マーベラスは「ライダーはスーパー戦隊の敵だからだ」と言い残して去る。
一方、桜田ヒロム / レッドバスターを始めとする特命戦隊ゴーバスターズは、メタロイドとは異なる謎の生命体たちに市民が無差別に襲われていることを受け、出動する。街中で暴れていたのは、ドクトルGが指揮する大ショッカーの軍勢だった。彼らの前に、大首領として現れた士は圧倒的な力でゴーバスターズを追い詰める。両者の戦いのさなか、事の真偽を確かめに来たゴーカイジャーは戦隊を倒す理由として、「マーベラスがライダーを倒すからだ」と語る士に倒され、ジョー・ギブケン / ゴーカイブルーとドン・ドッゴイヤー（ハカセ） / ゴーカイグリーンだけが辛くも難を逃れる。そしてゴーバスターズもスーパークライス要塞からの攻撃を受け、撤退する。
続いて大ザンギャックは、泉比奈と行動を共にする火野映司 / 仮面ライダーオーズを次の標的に定め、駆けつけたダブルバースもろとも倒そうとする。戦闘を部下に任せて傍観していたマーベラスは、どこからか現れた海東大樹 / 仮面ライダーディエンドに目的を問いただされ、ライダーを滅ぼすことで「宇宙最高のお宝」を手に入れるのだと明かす。乱戦の果てにオーズとダブルバースは倒され、さらに比奈まで襲われるのを見た海東は、とっさに彼女を連れて大ショッカーのスーパークライス要塞に逃げ込む。要塞内では、士が天装戦隊ゴセイジャーを狙うよう軍勢に指示していた。そして海東の侵入を察知した士は戦隊討伐への参加を要求するが、海東は「僕の旅の行き先は僕が決める」と言い放って誘いを拒み、比奈とともに脱出する。
大ショッカーの追っ手から逃げる海東と比奈は、仲間を喪って打ちひしがれていたジョーとハカセに鉢合わせる。追っ手が標的をジョーたちに替えるのを見た比奈は、海東を促して彼らを助けさせる。しかしジョーは、マーベラスへの信頼と仲間を奪われた怒りから、仮面ライダーだとわかった海東に食ってかかる。ハカセはジョーをなだめ、まずは一連の出来事の原因を探ることが重要だと説く。彼らは大ショッカーが次の目標としていたゴセイジャーの元におもむくが、時すでに遅くゴセイジャーは彼らの目の前で倒されてしまう。激高して大ショッカーの軍勢に切り込んだジョーが窮地に陥ったとき、マーベラスが現れて彼を救い、「戦隊が生き残るためにはライダーを滅ぼすしかない」と語る。その一方で、大ショッカーを率いていた士もまた「ライダーが生き残るためには戦隊を滅ぼすしかない」と述べる。混乱するジョーたちに「真相を知っているのはアカレンジャーだけだ」と言い残したマーベラスは、士と激しい打ち合いを始める。海東やジョーたちは撤退し、士とマーベラスもまた一騎討ちの末にその場を退く。
ハカセはアカレンジャーがすでに倒されていることに当惑するが、一計を案じた海東が時の列車デンライナーを呼び寄せ、一同は過去の時代に向かう。存命中のアカレンジャーは彼らの話を聞き、戦隊とライダーの争いを止めることを快諾する。ところが、海東たちに同行して2012年にやってきたアカレンジャーは突如として前言を翻し、生き残っていた戦隊とともに1号率いる仮面ライダーたちと戦い始める。両ヒーローが次々と倒れていく光景に愕然とする一同の前で、仮面ライダー1号の正体が士であり、アカレンジャーを装っていたのは過去にタイムスリップして、ゴーカイチェンジしていたマーベラスであることが明らかとなる。2人とも、決戦に際して残る人員をまとめ上げるために、仲間の信頼を利用したのだ。裏切りに怒るジョーはマーベラスに、不快さをあらわにした海東は士に、それぞれ切り捨てられる。事態を見守ることしかできない比奈とハカセを残して、士とマーベラスは相打ちとなる。
2大ヒーローがほぼ全滅した有様を見たドクトルGは哄笑すると、ライダーと戦隊が共存できないというのは嘘だと告げ、すべてはショッカー・ザンギャック連合の謀略だったと明かす。ドクトルGとシルバは互いの持つ割符を組み合わせることで、スーパークライス要塞とギガントホースを合体させて最強最悪の最終兵器ビッグマシンを生み出そうとするが、不意に起き上がった士とマーベラスの銃撃に阻まれる。悪の勢力が何かを企んでいるのを初めから察知していた士たちは、あえてだまされた振りをして闘争を演じていたのだ。そして、倒され消滅したと思われたヒーローたちは、みな時空の狭間に送り込まれただけで無事だった。さらにそこへフォーゼとメテオ、そしてゴーバスターズも駆けつける。ショッカー・ザンギャック連合の怪人たちは、オーロラカーテンを利用して集結したライダーと戦隊によって次々と蹴散らされていく。巨大化して暴れまわるワルズ・ギルとアクドス・ギルには、ゴーバスターズがゴーバスターオーで立ち向かう。
乱戦のさなか、苦笑しただけでマーベラスを受け入れたジョーと異なり、友情をもてあそぶようなあまりにも酷い作戦を執った士とマーベラスをどうしても許せない海東は、自らの手で割符を完成させてビッグマシンに乗り込む。錯乱状態になった海東は、戦隊とライダーの頂点に立つ為、善悪の区別なく攻撃を加え、ギル親子を一蹴してゴーバスターオーをも追い詰める。操縦席から投げ出されて、ダメージを負ったイエローバスターに代わってフォーゼがゴーバスターオーに賢吾が持ってきた2つのアストロスイッチを持って乗り込む。かつての戦いで、仮面ライダーなでしこから貰ったロケットスイッチスーパー1を使ってロケットゴーバスターオーを誕生させ、2大ロボの戦いは宇宙に舞台を移す。シルバが滅び、ドクトルGが鳴滝の正体をさらして去ったことで、地上の戦闘には決着がついた。ゴーバスターオーはフォーゼの新たなスイッチであるドリルスイッチスーパー3の力でロケットドリルゴーバスターオーへと変化し、2大ヒーローの力を合わせた巨大ロボが放つ戦隊ライダー宇宙キックを受け、ビッグマシンは爆散する。
こうして戦いは終結し、スーパー戦隊と仮面ライダーの垣根を越えた確かな友情が結ばれた。それこそがマーベラスの語っていた「宇宙最高のお宝」なのだった。重傷を負いながらも奇跡的に生き延びた海東に士は手を差し伸べるが、海東は悪態をつきながらそれに背を向ける。しかし去り際には、ジョーと小さな笑みを交し合い、現役ヒーローである、フォーゼとゴーバスターズはこれからも共に平和を守り続けていくことを誓い合う。

## 登場人物
本作品オリジナルのキャラクターのみ記述する。

### 敵組織
本作品では、歴代の仮面ライダーとスーパー戦隊が戦った敵勢力が、それぞれ手を組んで大組織を結成しているという設定となっている。
当初は「ライダーと戦隊のどちらが滅ぼさないともう片方は消滅する」という事態を防ぐために、両組織が互いにライダーと戦隊の全滅を目的に戦いあっていたが、実際は両組織がそれぞれの潰し合いを狙い、門矢士とキャプテン・マーベラスを組織の頂点として君臨させることで、それぞれの要塞を合体させる「ビッグマシン計画」の完成を目論んでいた。
もっとも士とマーベラスにはその目論見は最初から見抜かれており、彼らが組織の頂点の座に就いたのも、両組織の企てを暴くための一環にしか過ぎなかった。両組織が本性を表した後はショッカー・ザンギャック連合としてライダーと戦隊との決戦に臨んだ。
大ショッカー
歴代仮面ライダーが戦った悪の組織が大同団結した大組織。過去にもライダーたちと何度か戦い敗退したが、門矢士 / 仮面ライダーディケイドを再び大首領とし、クライス要塞を本拠としてスーパー戦隊の全滅を狙う。
組織自体の幹部や構成はあまり変わらないが、新たにグリードとヤミー、ドーパント、ジェネラルシャドウなど新規加入者が加わっている。組織のシンボルマークは『ディケイド』登場時の「DCDの文字を刻んだ双頭の鷲」から、初代ショッカーの「地球を鷲掴みする鷲」となっている。
副首領
- ドクトルG / カニレーザー

大幹部
| - アポロガイスト - 十面鬼ユム・キミル - ジェネラルシャドウ - シャドームーン | - ジャーク将軍 - ドラス - ン・ダグバ・ゼバ - 地のエル | - アークオルフェノク - ジョーカー - ヌリカベの武者童子 - グリラスワーム | - バットファンガイア - アリゲーターイマジン - ウェザー・ドーパント - メズール |
大ザンギャック
海賊戦隊ゴーカイジャーが倒した宇宙帝国ザンギャックを中心に、アリエナイザーから悪しき魂までの歴代スーパー戦隊の敵勢力が大同団結し構成された大軍団。
かつてのザンギャック第2次地球侵略艦隊の旗艦ギガントホースを本拠に、大帝王を名乗るキャプテン・マーベラス / ゴーカイレッドの元、宇宙最高のお宝を手に入れるために仮面ライダーの全滅ならびに大いなる力の奪取を狙う。組織のシンボルは通常のザンギャックと変化は無い。
副首領
- ライダーハンター・シルバ

大幹部
| - 黒十字王 - 冥府神ダゴン - クエスター・ガイ | - クエスター・レイ - ドラゴン拳ロン - 血祭ドウコク | - 救星主のブラジラ[注釈 3] - 皇帝アクドス・ギル - 司令官ワルズ・ギル |

## 装備・戦力
本作品オリジナルの装備・戦力のみ記述する。ロケットスイッチスーパー1（）については、仮面ライダー×仮面ライダー フォーゼ&オーズ MOVIE大戦MEGA MAXを参照。ライダーカードについては、仮面ライダーディケイド (キャラクター)を参照。
ロケットゴーバスターオー
イエローバスターの代わりにフォーゼがRH-03 ラビットのコクピットに入り、フォーゼドライバーにロケットスイッチスーパー1を装着したことで、ゴーバスターオーの両腕に巨大ロケットモジュールが装着された形態。宇宙空間での驚異的な推進力を得る。
ロケットドリルゴーバスターオー
フォーゼドライバーにドリルスイッチスーパー3を装着したことで、ロケットゴーバスターオーの両脚に巨大ドリルモジュールが装着された特殊形態。必殺技は両腕の巨大ロケットモジュールの噴射で加速し、その勢いを乗せた両足の巨大ドリルモジュールで貫く戦隊ライダー宇宙キック。
ドリルスイッチスーパー3（）
ロケットゴーバスターオーの両脚にドリルモジュールを装着させるスイッチ。何の前触れもなく登場したため、開発の経緯やフォーゼ単体での効果に関しては描かれていないが、書籍では賢吾が調整したスイッチと記述している。
リフレクラウド・リフレクオーツ・リフレクリア
ゴセイジャーのゴセイレッド、ゴセイブラック、ゴセイブルーがディケイド、龍騎、ブレイドの3人ライダーに渡した3種のゴセイカード。
ライダー用にバーコードを挿入とスラッシュのいずれでも読み込める仕組みになっており、それぞれディケイドライバーとドラグバイザー、ブレイラウザーで読み込ませることで雲と鉱石、水を模した光の壁が出現し、カニレーザーのレーザー光線を跳ね返した。

ビッグマシン
クライス要塞とギガントホースが変形・合体した超巨大戦闘ロボ。上半身がクライス要塞、下半身がギカントホースによって構成されており、その巨大さはゴーバスターオーを遥かに上回る。頭部の口に当たる部分から凄まじい破壊力を誇る光線を発射し、背面から放つ多数のワイヤーやその巨体も強力な武器になり、宇宙空間でも活動可能。操縦はクライス要塞で行なう。
合体には両組織が持つショッカーとザンギャックのシンボルを象った割符を合わせる必要があり、ディケイドとゴーカイレッドの相打ちによって自分たちに立ち向かう者がいなくなったことを確信したドクトルGとシルバによって合体が発動しようとしたが、組織の動きを探っていた士とマーベラスが本性を現したことで阻止させられてしまう。だが割符は最終決戦の中で海東によって密かに回収されており、最終的には2人のやり方に憤慨した上、全ヒーローの頂点に立つ野心に駆られた彼の手によって合体を果たし、第三勢力としてライダーと戦隊の前に立ちはだかり、大ショッカーと大ザンギャックにも多大な被害を与えたが、最終的にはロケットドリルゴーバスターオーの戦隊ライダー宇宙キックを受けて爆発四散した。搭乗していた海東は重傷を負ったものの、辛うじて生存している。
- デザインは篠原保が担当した。名前は漫画版『仮面ライダー』の同名キャラクターに由来しており、触手状の有線兵器が生える部分の先端部はビッグマシンを模したものとなっている。ギガントホースとクライス要塞はいずれも篠原がデザインを担当しており、強引に分割しているが、どこかが消えるなど大きさが変わることなく変形させている。顔はクライス要塞の先端についた頭ではなく、悪魔っぽいイメージの頭部を新たに加えている。

### オーズキー
仮面ライダーオーズのコアメダル6枚がオーズの大いなる力で変化したレンジャーキー。ゴーカイジャーをそれぞれのオーズのコンボ形態に豪快チェンジさせる。
ゴーカイガレオンバスターにもセットでき、キーの差し込みによる電子音声は「ギガスキャン」の後にタジャドルコンボキーを使用した「タジャドルチャージ」、発射時の電子音声に「派〜手にングオーズ!」とタジャドルコンボの変身コールが追加されている。また発射されるエネルギーにも羽が生え3つのリングを通っていき、敵に当たった際にゴーカイジャーのマークとリングが重なるという演出がなされている。
玩具版の『レンジャーキーシリーズ レンジャーキーセット 仮面ライダーオーズ』には、劇中未登場の仮面ライダーオーズ タトバコンボキーが付属している。
タジャドルコンボキー
オーズのタカメダルが変化した。ゴーカイレッドがタジャドルコンボに豪快チェンジするのに使用。
シャウタコンボキー
オーズのシャチメダルが変化した。ゴーカイブルーがシャウタコンボに豪快チェンジするのに使用。
ラトラーターコンボキー
オーズのライオンメダルが変化した。ゴーカイイエローがラトラーターコンボに豪快チェンジするのに使用。
ガタキリバコンボキー
オーズのクワガタメダルが変化した。ゴーカイグリーンがガタキリバコンボに豪快チェンジするのに使用。
プトティラコンボキー
オーズのプテラメダルが変化した。ゴーカイピンクがプトティラコンボに豪快チェンジするのに使用。
サゴーゾコンボキー
オーズのサイメダルが変化した。ゴーカイシルバーがサゴーゾコンボに豪快チェンジするのに使用。

## キャスト
記載順はエンドロールに基づく。
| 『仮面ライダーディケイド』 - 門矢士 - 井上正大 - 海東大樹 - 戸谷公人 『仮面ライダーオーズ/OOO』 - 火野映司 - 渡部秀 - 泉比奈 - 高田里穂 『仮面ライダーフォーゼ』 - 如月弦太朗 - 福士蒼汰 - 歌星賢吾 - 高橋龍輝 - 城島ユウキ - 清水富美加 - 朔田流星 - 吉沢亮 - 風城美羽 - 坂田梨香子 - 大文字隼 - 冨森ジャスティン - 野座間友子 - 志保 - JK - 土屋シオン | 『海賊戦隊ゴーカイジャー』 - キャプテン・マーベラス - 小澤亮太 - ジョー・ギブケン - 山田裕貴 - ドン・ドッゴイヤー（ハカセ） - 清水一希 - ルカ・ミルフィ - 市道真央 - アイム・ド・ファミーユ - 小池唯 - 伊狩鎧 - 池田純矢 『特命戦隊ゴーバスターズ』 - 桜田ヒロム - 鈴木勝大 - 岩崎リュウジ - 馬場良馬 - 宇佐見ヨーコ - 小宮有紗 - 仲村ミホ - 西平風香 - 森下トオル - 高橋直人 - 黒木タケシ - 榊英雄 |

- ドクトルG / 鳴滝 - 奥田達士 『仮面ライダーディケイド』
- ナオミ - 秋山莉奈 『仮面ライダー電王』
- オーナー - 石丸謙二郎 『仮面ライダー電王』

### 声の出演
- バース - 君嶋麻耶 『仮面ライダーオーズ/OOO』
- バースプロトタイプ - 岩永洋昭 『仮面ライダーオーズ/OOO』
- レッドワン - 坂元亮介 『超電子バイオマン』
- ゴセイレッド - 千葉雄大 『天装戦隊ゴセイジャー』
- モモタロス - 関俊彦 『仮面ライダー電王』
- ウラタロス / アクセル - 遊佐浩二 『仮面ライダー電王』
- キンタロス / シャドームーン - てらそままさき 『仮面ライダー電王』『仮面ライダーBLACK』
- リュウタロス / W - 鈴村健一 『仮面ライダー電王』
- ジェネラルシャドウ - 柴田秀勝 『仮面ライダーストロンガー』
- 1号 / デカレッド - 稲田徹
- 2号 / ジャーク将軍、他 - 藤本たかひろ
- V3 / 仮面ライダーBLACK、他 - 田中大文
- ウサダ・レタス、他 - 鈴木達央 『特命戦隊ゴーバスターズ』
- シルバ / ライダーマン - 林一夫 『超電子バイオマン』
- アクドス・ギル - 小川真司 『海賊戦隊ゴーカイジャー』
- ワルズ・ギル - 野島裕史 『海賊戦隊ゴーカイジャー』
- ブラジラ / ブレドラン、他 - 飛田展男 『天装戦隊ゴセイジャー』
- 野球仮面 / 黒十字王 - 堀秀行
- クウガ / ドウコク、他 - 今村直樹
- 響鬼 / ドラス、他 - 石川英郎
- ディケイドライバー - マーク・大喜多 『仮面ライダーディケイド』
- ドラグバイザー - 小山剛志 『仮面ライダー龍騎』
- ブレイラウザー - 佐々木健 『仮面ライダー剣』
- ナレーション、アカレンジャー[18]、仮面ライダーアマゾン[18][5]、仮面ライダーストロンガー[18][5]、コマサンダー[18] - 関智一 『海賊戦隊ゴーカイジャー』
- 大村亨
- 仮面ライダーカブト[19]、ロン[19]、他[19] - 勇吹輝
- 丹野宜政
- 成澤卓
- 板倉徹
- 木村大介
- 木下鈴奈
- 竹内裕美
- 前川綾香
- 藤岡範子

### スーツアクター
- 仮面ライダーディケイド[10] - 渡辺淳
- 仮面ライダーディエンド[10][15] - 横田遼
- 仮面ライダーフォーゼ[10][20]、仮面ライダーオーズ[10]、モモタロス[10]、仮面ライダーディケイド[20]、仮面ライダー電王 ソードフォーム[21]、マジレッド[21]、仮面ライダーW[21]、レッドマスク[22] - 高岩成二
- 仮面ライダーメテオ[10]、仮面ライダーバース[10]、ウラタロス[10]、アポロガイスト[15] - 永徳
- キンタロス[10]、アクドス・ギル[10]、仮面ライダーBLACK RX[5] - 岡元次郎
- リュウタロス[10]、ゴーカイグリーン[10] - おぐらとしひろ
- ワルズ・ギル[10]、救星主のブラジラ[10] - 清家利一
- 野球仮面[10] - 田中宏幸
- ゴーカイレッド[10] - 伊藤慎
- レッドバスター[10]、仮面ライダーバース・プロトタイプ[10] - 押川善文
- ブルーバスター[10] - 竹内康博
- イエローバスター[10]、ゴーカイイエロー[10] - 蜂須賀祐一
- ゴーカイブルー[10] - 高田将司
- ゴーカイグリーン[10] - 大林勝
- ゴーカイピンク[10] - 神尾直子
- ゴーカイシルバー[10] - 佐藤太輔
- ゴーバスターオー[10] - 日下秀昭
- ライダーハンター・シルバ[10]、ジェネラルシャドウ[10]、ジャーク将軍[23]、レッドレーサー[23]、仮面ライダースーパー1[23] - 横山一敏
- ジャパンアクションエンタープライズ
  - 大藤直樹
  - 五味涼子
  - 玄也
  - 野川瑞穂
  - 浅井宏輔
  - アカレンジャー[23] - 岡本美登
  - 藤榮史哉
  - ニンジャブラック[24] - 喜多川2tom
  - 蜂須賀昭二
  - 藤田慧
  - 的場耕二
  - 橋本恵子
  - 平木ひとみ
  - 仮面ライダークウガ[5] - 富永研司
  - 橋口未和
  - 高橋玲
  - 藤井祐伍
  - 蔦宗正人
  - 細川晃弘
  - 中田裕士
  - 小玉百夏
  - 金田進一
  - 小笠原竜哉
  - 人見早苗
  - 村岡弘之
  - 石井靖見
  - 井口尚哉
  - 岡田貴善
  - 水野由香利
  - 岡田和也
  - 中野高志
  - 大岩剣也
  - 金子佳代
  - 斉藤幸治
  - 徳田忠彦
  - 神前元
  - 優光
  - つちださゆり
- レッドエンタテインメントデリヴァー
  - 新堀和男
  - 矢部敬三
  - 中村博亮
  - 金子起也
  - 大河平レオン
  - 菊地雄人
  - 松本直也
  - 浜崎雄大
  - 中村美穂
  - 草野伸介
  - 田中大登
  - 椎名和隆
  - 村瀬智一
  - 加藤正樹
  - 長谷川誠
  - 渋江勝
  - 伊藤久二康
  - 田中信彦
  - 村上晋太郎
  - 村瀬圭子
- BOS
  - 岩上弘数
  - 下川真矢
  - 安永晃
  - 三村幸司
  - 原隆太
  - 大隈厚志
  - 中山甲斐
  - 板垣克
  - 川名求己
  - ハリケンレッド[25] - 羽賀亮洋
  - 宮木ヨシオ
  - 野田諭司
  - 上田慎也
  - 山田和昌
  - 辻将太
  - 伊東拓哉
  - 横沢淳
  - 大谷秀一郎
  - 山本侑
  - 鈴木大樹
  - 島村彩也香
  - 林智子
  - 高橋惠子
  - 那珂村タカコ
  - 藤田房代
  - 小林希
  - 大島遥
- 演技者集団 I&T
  - 岩井潤一
  - 加藤勉
  - 河合健志
  - 谷口洋行
  - 世名圭吾
  - 佐藤慎也
  - 丹野宜政
  - 三浦大輔
  - 大内貴弘
  - 渡部壮一郎
  - 佐々木俊
  - 森博嗣
  - デカレッド[26] - 工藤博樹
- スタントジャパン
  - 辻井啓伺
  - 林潔
  - 中山孟
  - 広森春樹
  - 難波和宏
  - 松浦俊秀
  - 飯田佑子
  - 井原多生
  - 山下大輔
  - 中西大介
  - 大城東徹
  - 稲葉大地
  - 高橋龍之介
  - 金子明史
  - 景山大輝
  - 落合志信
  - 野田紅貴
  - 池田大輔
  - 渡辺未来
- ワイルドスタント
  - 北原裕次
  - 上野晃一
  - 内山大輔
  - 近藤孝宜
- AAC STUNTS
  - 佐々木俊宜
  - ティラノレンジャー[5] - 前田浩
- 太郎事務所
  - 安藤英行
  - 柴田淳司
  - 渡辺正樹
  - 山本泰史
  - 平井充候
  - 岡田ゆういち
  - 西山隆行
  - 福井博章
  - 芦田裕次郎
  - 田畑智
- アルカディア
  - 長田渉
  - 吉田隆
  - 下唐湊洋輔
  - 奥野義章
  - 楠原英輔
  - 田中慶
  - 藤田秀和
  - 峰元和仁
  - 下薗洋生
  - 田中佳人
  - 飯田圭介
  - 浜崎博志
  - 湯浅涼子
  - 早水真理
- TAC
  - 森山貴文
  - 高野光平
  - 松崎秀一
  - 原敬行
  - 沢村恭輔
  - 柴田正貴
  - 中西奨
  - 今井幸治
  - 斉藤真矢
  - 澄川友哉
  - 岩垣津匡彦
  - 藤岡成未
  - 長屋美和
- 西沢グループ
  - 西沢智治
  - 小林浩一
  - 渡辺勝彦
  - 成田穣
  - 外島孝一
  - 戸谷秀克
  - 今井喜美子
  - 尾崎由記子
- ACTION TEAM ZERO'S
  - 柄沢功
  - 山中アラタ
  - 仁村俊祐
  - 川合将平
  - 渡部祐希
  - 桐島一也
- 秋山グループ
  - 青坂幸典
  - 本間崇寛
- 滝川グループ
  - 滝川拳
  - 野木龍史
  - 南波純平
  - 大谷信哉
  - 田崎公幸
  - 町田尚規
  - 福原克己
- チーム俺太刀
  - 五十嵐勝平
  - 中澤まさとも
  - 田口さとし
  - 諸見里安昭
  - 木村大輔
  - 黒田朋樹
  - 黒田昌樹
  - 吉久直志
  - 小森秀一
  - 山崎涼子
  - 天貝学
  - ともえりん
  - 佐冶彩子
- MAT
  - 濱田務
  - 小川嘉敬
  - 小林豊明
  - 千葉滉一
  - 永嶺孝広
  - 永島さおり
  - 村田裕美子
- 稲川素子事務所
  - 稲山玄
  - 大村亨
  - 菅生良明
  - 菊池創
  - 早坂聖
  - 足立雄太郎
  - 岩崎直樹
  - 矢那居秀樹
  - 飯干隆子
  - 阿川裕未
  - 野田あゆみ
- 越知企画
  - 小栁巧
  - 鈴木大地
  - 坂井和也
  - 大嶋隆司
  - 山崎智尋
- オフィスランク
  - 内藤直幸
  - 前田竜二
  - 小宮啓志
- キャラクターランド
  - 関澤務
  - 鈴木陽介
  - 渡邊一高
  - 山本雄一朗
  - 本道寛二
  - 松本晋
  - 鈴田優
  - 河口哲弘
  - 柳澤勇樹
  - 小幡寛之
  - 柴田尚輝
  - 山本憲
  - 翔狼
  - ヒロキチ
  - 新海晃治
- ハミングバード
  - 鈴木充範
  - 斉藤麻向
  - 放生兼一
  - 澤西果林
- マインズエンタテインメント
  - 田中稔
  - 辻政樹
  - 武藤真也
  - 角田涼
  - 矢澤光弘
  - 篠﨑侑也
  - 保田ヒロシ
  - 原田大悟
  - 三浦英太
  - 白水智弘
  - 平田梓
  - 山下仁
- Z-one
  - 石山圭一
  - 工藤博昭
  - 桝田充則
  - 柳川公輔
  - 妖子
  - 橋本知加子
- NOT AT ALL
  - 布米正幸
  - 佐藤優
  - 石川佳人
  - 作山郁
  - 田村悠
- ラックスエンタープライズ
  - 水野拓也
  - 片山史雄
  - 仁尾岳士
- ATT
  - イシケン
  - ヤマダン
  - 岡野充
  - 片桐俊次
  - 今村友昭
  - イチコ
- ATC事務所
  - 佐藤公助
  - 山下康弘
  - 木幡良樹
  - 向井春樹
  - 佐野秀人
  - 大友聡
  - 吉田孝司
  - 福田亘
  - 小澤邦秀
  - 渡邉亮
  - 神保良
  - 中江健一
  - 松上順也
  - 坂井力
  - 冨永純
  - 田中武文
  - 横関正知
  - 吉村一樹
  - 池田優樹
  - 清水友基
  - 和田慎一
  - 新藤哲平
  - 林宏靖
  - 池田宏樹
  - 溝渕嶺
  - 大野桂子
  - 湧井喜子
  - 池田ゆかり
  - 畠山和子
- キャスタッフ
  - 寺井大介
  - 桑原義樹
- 白井雅士
- 渡辺智隆
- 佐野弥生
- 喜多川えい子
- ショッカーO野

## スタッフ
本作品の制作チームは平成仮面ライダーシリーズを手掛けるスタッフが中心で、ライダーと戦隊のそれぞれに初参加・あるいは久々に関わった人物も多い。
- 原作 - 石ノ森章太郎（石森章太郎プロ）、八手三郎
- 脚本 - 米村正二
- 音楽 - 中川幸太郎、山下康介
- 製作 - 鈴木武幸（東映）、平城隆司（テレビ朝日）、日達長夫（東映ビデオ）、篠田芳彦（アサツー ディ・ケイ）、松田英史（東映エージエンシー）、垰義孝（バンダイ）、木下直哉（木下工務店）
- 企画 - 香月純一（東映）、桑田潔（テレビ朝日）、加藤和夫（東映ビデオ）、松下洋子（アサツー ディ・ケイ）、小川政則（東映エージエンシー）、小野口征（バンダイ）、中村和俊（木下工務店）
- エグゼクティブプロデューサー - 杉山登（テレビ朝日）、疋田和樹（東映エージエンシー）
- 撮影 - いのくままさお
- 照明 - 斗沢秀
- 美術 - 大嶋修一
- 録音 - 遠藤和生
- 編集 - 須永弘志
- 整音 - 曽我薫
- 監督補 - 加藤弘之
- 助監督 - 塩川純平
- スクリプター - 國米美子
- 制作担当 - 喜多智彦
- AP - 望月卓、中世古裕美
- ラインプロデューサー - 谷口正洋、平原大志
- 撮影応援 - 高田陽幸、野村次郎、春木康輔
- ギミックデザイン - 大澤克俊（大澤製作所）
- 操演 - 高木友善・橋本一輝・苗村真志・船越幹雄・保倉一郎（ライズ）
- キャラクター管理 - 中村豊、熊谷卓弥
- 絵コンテ - 前澤大樹（チュウチュウコンビナート）
- 造型 - 蟻川昌宏・浅野桂（ブレンドマスター）、前澤範・前澤まさる・吉川学・小野島泰宏（レインボー造型企画）
- カースタント - 武士恭久・西村信宏・河村章夫・天野和義・日下達也・伊藤慎・野呂真治・永田崇明（タケシレーシング）
- アクション監督補佐 - 石垣広文、宮崎剛、福沢博文、おぐらとしひろ
- 助監督 - 越知靖、谷本健晋、内海光仁
- 助監督応援 - 福島宏介、吉田佳介、山中洋和、原田拓明
- 制作デスク - 青柳夕子
- キャラクターデザイン - 早瀬マサト（石森プロ）、小林大祐・田中宗二郎・阿部統（PLEX）
- クリーチャーデザイン - 篠原保
- 特撮研究所
  - 撮影 - すずきけいぞう、岡本純平、内田圭、関口洋平
  - 照明 - 安藤和也、関澤陽介
  - 美術 - 松浦芳、長谷川俊介、花谷充泰
  - 操演 - 中山亨、和田宏之、黒田政紀
  - 特殊効果 - 船越幹雄
  - 助監督 - 小串遼太郎
  - デジタル合成 - 足立亨、山本達也、諸星勲
  - 特撮コーディネーター - 中根伸治
- 協力プロデューサー - 武部直美、宇都宮孝明、塚田英明、若松豪
- 音楽制作 - 東映音楽出版、avex entertainment
- 特撮監督 - 佛田洋
- アクション監督 - 竹田道弘
- スーパーバイザー - 小野寺章（石森プロ）
- プロデュース - 白倉伸一郎・高橋一浩（東映）、佐々木基・本井健吾（テレビ朝日）、佐藤現（東映ビデオ）、矢田晃一・深田明宏（東映エージエンシー）
- 配給 - 東映
- 製作プロダクション - 東映東京撮影所、東映テレビ・プロダクション
- 「スーパーヒーロー大戦」製作委員会（東映、テレビ朝日、東映ビデオ、アサツー ディ・ケイ、東映エージエンシー、バンダイ、木下工務店）
- 監督 - 金田治（ジャパンアクションエンタープライズ）

## 主題歌
「情熱 〜We are Brothers〜」
作詞 - 藤林聖子 / 作曲 - AYANO / 編曲 - RIDER CHIPS、五十嵐"IGAO"淳一、中川幸太郎
歌 - Hero Music All Stars
| - 椎名慶治 - 仮面ライダーGIRLS - 上木彩矢 - TAKUYA - m.c.A・T - RIDER CHIPS | - 松本梨香 - 高橋秀幸 - 松原剛志 - 押谷沙樹 - NoB | - サイキックラバー - 高取ヒデアキ - 谷本貴義 - 岩崎貴文 - Sister MAYO - 五條真由美 |

過去に仮面ライダーシリーズ・スーパー戦隊シリーズの主題歌や挿入歌を歌った歴代のアーティストたちによるコラボレーション曲。PVでは『仮面ライダー』、『秘密戦隊ゴレンジャー』、『仮面ライダーBLACK』、『超獣戦隊ライブマン』、『忍風戦隊ハリケンジャー』、『仮面ライダー龍騎』、『侍戦隊シンケンジャー』、『仮面ライダーW』、『海賊戦隊ゴーカイジャー』、『仮面ライダーフォーゼ』の映像が使用されている。

## 映像ソフト化
- ネット版 仮面ライダー×スーパー戦隊 スーパーヒーロー大変 〜犯人はダレだ?!〜（DVD1枚組、2012年8月10日発売）
  - スピンオフネットムービー全10話を収録。
  - 映像特典
    - 奥田達士×白倉伸一郎 スペシャルインタビュー
    - PR集
- 仮面ライダー×スーパー戦隊 スーパーヒーロー大戦 通常版（1枚組、2012年10月21日発売、Blu-ray / DVDでリリース）
  - 映像特典
    - 特報
    - 劇場予告
- 仮面ライダー×スーパー戦隊 スーパーヒーロー大戦 コレクターズパック（2枚組、2012年10月21日発売、Blu-ray / DVDでリリース）
  - ディスク1：本編ディスク（通常版と共通）
  - ディスク2：特典DVD
    - メイキング
    - 完成披露試写会記者会見
    - 完成披露試写会舞台挨拶
    - 公開初日舞台挨拶
    - TV SPOT
    - DATA FILE
    - POSTER GALLERY

  - 初回限定特典
    - 特製スリーブケース

## 評価
新宿バルト9他全国292スクリーンで公開され、2012年4月21・22日の初日2日間で興収4億1,003万8,450円・動員35万5,985人を記録し、映画観客動員ランキング（興行通信社調べ）で初登場第1位を獲得した。ぴあ初日満足度ランキング（ぴあ映画生活調べ）でも第1位を獲得した。最終興行収入は15億6,000万円を記録し、2013年時点で仮面ライダー劇場版シリーズ・スーパー戦隊劇場版シリーズ通しての週末興行収入シリーズ・最終興行収入シリーズ共に第3位を樹立した。

## 他媒体展開

### ネットムービー
『ネット版 仮面ライダー×スーパー戦隊 スーパーヒーロー大変 〜犯人はダレだ?!〜』（ネットばん かめんライダースーパーせんたい スーパーヒーローたいへん はんにんはダレだ）は、2012年4月1日より東映特撮BBやテレ朝動画などで有料配信が開始されたスピンオフネットムービー。演出は戦隊側のテレビシリーズの演出陣にも名を連ねると共に、『スーパーヒーロー大戦』本編にも監督補として参加している加藤弘之が担当。
有料配信終了後も、YouTubeの「東映特撮 YouTube Official」にて2017年12月12日から2018年1月16日まで無料配信が行われた。

#### キャスト（ネットムービー）
- 如月弦太朗 - 福士蒼汰
- 歌星賢吾 - 高橋龍輝
- 城島ユウキ - 清水富美加
- 大文字隼 - 冨森ジャスティン
- 野座間友子 - 志保
- JK - 土屋シオン
- 桜田ヒロム - 鈴木勝大
- 岩崎リュウジ - 馬場良馬
- 宇佐見ヨーコ - 小宮有紗
- 速水公平 - 天野浩成
- 仲村ミホ - 西平風香
- 永徳 - 永徳
- 加藤弘之 - 神尾佑
- 鳴滝 - 奥田達士

#### スタッフ（ネットムービー）
- 原作 - 石ノ森章太郎、八手三郎
- 脚本 - 米村正二、白倉伸一郎
- 監督 - 加藤弘之

#### 声の出演（ネットムービー）
- 朔田流星 - 吉沢亮
- チダ・ニック - 藤原啓治
- ゴリサキ・バナナ - 玄田哲章
- ウサダ・レタス、オーズ - 鈴木達央
- 仮面ライダー1号他 - 稲田徹
- ウラタロス、ファイズ - 遊佐浩二
- ゴーカイレッド他 - 小澤亮太
- ゴーカイシルバー他 - 池田純矢
- 仮面ライダーディケイド他 - 川野剛稔
- 仮面ライダーW他 - 河本邦弘
- ガイアメモリ音声 - 立木文彦（ノンクレジット）
- オースキャナー音声 - 串田アキラ（ノンクレジット）

#### スーツアクター（ネットムービー）
- 仮面ライダーフォーゼ - 高岩成二
- 仮面ライダーメテオ、ウラタロス - 永徳
- 仮面ライダーディケイド - 渡辺淳
- 仮面ライダー1号、ゴリサキ・バナナ - 岡元次郎
- 仮面ライダーW - 藤井祐伍
- モモタロス - 横田遼
- 仮面ライダーオーズ - 金田進一
- 仮面ライダー2号 - 高田将司
- スカイライダー、ゴーカイレッド - 岡田和也
- 仮面ライダーシン、ニンジャレッド - 藤榮史哉
- 仮面ライダーファイズ、ゴーオンレッド - 的場耕二
- レッドバスター - 押川善文
- チダ・ニック - 浅井宏輔
- ゴーカイシルバー - 佐藤太輔
- ゴーカイピンク - 野川瑞穂
- ゴセイピンク - 神尾直子
- シンケンピンク - 人見早苗
- ハリケンレッド - 中村博亮
- シンケンレッド - 大藤直樹

#### 各話リスト（ネットムービー）
フォーム名の無い限り、基本のフォーム（例として「仮面ライダーオーズ」とのみ記述されていれば、「仮面ライダーオーズ タトバコンボ」）。
| 話数 | サブタイトル            | レギュラー                                                                   | 被害者                                          | 容疑者                                       | その他ゲスト              | 配信日        |
| ---- | ----------------------- | ---------------------------------------------------------------------------- | ----------------------------------------------- | -------------------------------------------- | ------------------------- | ------------- |
| 1    | 名探偵は君だ!（推理編） | 如月弦太朗 / 仮面ライダーフォーゼ 歌星賢吾 城島ユウキ 大文字隼 野座間友子 JK | 仮面ライダーディケイド 仮面ライダーW モモタロス | ハリケンレッド ニンジャレッド ゴーカイレッド | 仮面ライダーメテオ        | 2012年 4月1日 |
| 2    | 名探偵は君だ!（解決編） | 如月弦太朗 / 仮面ライダーフォーゼ 歌星賢吾 城島ユウキ 大文字隼 野座間友子 JK | 仮面ライダーディケイド 仮面ライダーW モモタロス | ハリケンレッド ニンジャレッド ゴーカイレッド | 永徳 仮面ライダーファイズ | 4月20日       |

| 話数 | サブタイトル            | レギュラー                                                                                | 被害者                                     | 容疑者                                                                                           | その他ゲスト                                                             | 配信日        |
| ---- | ----------------------- | ----------------------------------------------------------------------------------------- | ------------------------------------------ | ------------------------------------------------------------------------------------------------ | ------------------------------------------------------------------------ | ------------- |
| 1    | 名探偵は君だ!（推理編） | 桜田ヒロム / レッドバスター 岩崎リュウジ / ブルーバスター 宇佐見ヨーコ / イエローバスター | ゴーカイピンク ゴセイピンク シンケンピンク | 仮面ライダーオーズ 仮面ライダーW 仮面ライダー1号 仮面ライダー2号 スカイライダー 仮面ライダーシン | 仲村ミホ                                                                 | 2012年 4月1日 |
| 2    | 名探偵は君だ!（解決編） | 桜田ヒロム / レッドバスター 岩崎リュウジ / ブルーバスター 宇佐見ヨーコ / イエローバスター | ゴーカイピンク ゴセイピンク シンケンピンク | 仮面ライダーオーズ 仮面ライダーW 仮面ライダー1号 仮面ライダー2号 スカイライダー 仮面ライダーシン | ゴーオンレッド シンケンレッド ゴセイレッド 加藤監督 仮面ライダーファイズ | 4月20日       |

| 話数 | サブタイトル               | レギュラー | 特命探偵                        | その他ゲスト | 配信日         |
| ---- | -------------------------- | ---------- | ------------------------------- | --- | -------------- |
| 1    | 財団Xからの挑戦状          | 速水公平   | レッドバスター チダ・ニック     | 仮面ライダーW ルナトリガー                                                                                                   | 2012年 4月13日 |
| 2    | 鴻上さんからの挑戦状       | 速水公平   | ブルーバスター ゴリサキ・バナナ | ティラノレンジャー プテラレンジャー トリケラレンジャー 仮面ライダーオーズ プトティラコンボ 仮面ライダーオーズ サゴーゾコンボ | 2012年 4月13日 |
| 3    | ホロスコープスからの挑戦状 | 速水公平   | イエローバスター ウサダ・レタス | オーレッド オーグリーン オーブルー オーイエロー オーピンク キングレンジャー 歌星賢吾                                         | 4月27日        |

| 話数 | サブタイトル                  | レギュラー                       | 登場キャラクター                                                            | 配信日         |
| ---- | ----------------------------- | -------------------------------- | --------------------------------------------------------------------------- | -------------- |
| 1    | ゴーカイはディケイドのパクリ? | ゴーカイシルバー ウラタロス 鳴滝 | ゴーカイシルバー ゴールドモード 仮面ライダーディケイド コンプリートフォーム | 2012年 4月13日 |
| 2    | 「カイジャー」って何だ?       | ゴーカイシルバー ウラタロス 鳴滝 | ゴーオンレッド シンケンレッド                                               | 2012年 4月13日 |
| 3    | 「アマゾン」の後番組は?       | ゴーカイシルバー ウラタロス 鳴滝 |                                                                             | 4月27日        |

### ゲーム
『スーパー戦隊ヒーローズ』
スーパー戦隊シリーズのソーシャルゲーム。本作品と連動するイベントがあり、士が再び大ショッカーの大首領になった経緯（黒十字王に騙され戦士を倒していくうちにその快楽に染まった）が描かれている。

### 小説
『S.I.C. HERO SAGA MASKED RIDER DECADE EDITION -オーズの世界-』
『仮面ライダーディケイド』と『仮面ライダーオーズ/OOO』のクロスオーバー小説。
「ディケイドが1号のライダーカードを所持している」「海東大樹と泉比奈が行動を共にする」など、本作品を意識した部分がある。

### テレビ放送
2013年8月25日 6時から7時30分に『スーパーヒーロー&ヒロイン夏休みスペシャル』と題して地上波初放送。予告では『仮面ライダーウィザード』の仮面ライダーウィザード（声 - 白石隼也）、『獣電戦隊キョウリュウジャー』のキョウリュウレッド（声 - 竜星涼）が、声のみで進行役を担当した。
ラストには、同年10月から開始される「平成仮面ライダーシリーズ」の新作『仮面ライダー鎧武/ガイム』の情報も放送された。

### ネット配信
2020年10月31日11時に東映特撮YouTube Officialでプレミア公開され、2020年11月8日23時59分まで無料配信された。